# Пяльмское сельское поселение
Пя́льмское се́льское поселе́ние — муниципальное образование в Пудожском районе Республики Карелия Российской Федерации.
Административный центр — пос. Пяльма.

## Население
| 2009  | 2010  | 2012  | 2013  | 2014  | 2015  | 2016  |
| ----- | ----- | ----- | ----- | ----- | ----- | ----- |
| 2682  | ↘2358 | ↘2291 | ↘2193 | ↘2138 | ↘2062 | ↘1992 |
| 2017  | 2018  | 2019  | 2020  | 2021  | 2023  |       |
| ↘1955 | ↘1934 | ↘1855 | ↘1797 | ↗1800 | ↘1733 |       |

## Населённые пункты
В состав сельского поселения входят 8 населённых пунктов (в том числе 2 населённых пункта в составе посёлка):
| № | Населённый пункт | Тип населённого пункта | Население |
| - | ---------------- | ---------------------- | --------- |
| 1 | Пудожгорский     | посёлок                | ↘602      |
| 2 | Пяльма           | деревня                | ↘1        |
| 3 | Пяльма           | посёлок                | ↘1371     |
| 4 | Римское          | деревня                | ↘21       |
| 5 | Тамбицы          | посёлок                | ↘163      |
| 6 | Тамбичозеро      | посёлок                | ↘35       |
| 7 | Кодачгуба        | деревня                |           |
| 8 | Остричи          | деревня                |           |